# Isla Werft
Isla Werft (en alemán: Werftinsel que quiere decir: isla jardín y también llamada Shipyard que significa "astillero") es una isla fluvial del país europeo de Alemania, específicamente en el río Weser, en el estado federado de Bremen. Posee una superficie de 0,9 hectáreas, 478 metros de largo y 20 metros de ancho, se localiza en las coordenadas geográficas 53°06′38″N 08°44′37″E / 53.11056, 8.74361. Posee un puente peatonal y se encuentra deshabitada.